# Tetsuya Takada
Tetsuya Takada (高田 哲也 Takada Tetsuya?,  nacido el 31 de julio de 1969 en Hiroshima) es un exfutbolista japonés. Jugaba de centrocampista y su último club fue el Shonan Bellmare de Japón.

## Trayectoria

### Clubes
| Club            | País  | Año         |
| --------------- | ----- | ----------- |
| Shonan Bellmare | Japón | 1993 - 2000 |

## Palmarés

### Títulos nacionales
| Título             | Club               | País  | Año  |
| ------------------ | ------------------ | ----- | ---- |
| Copa del Emperador | Bellmare Hiratsuka | Japón | 1994 |